# Harry Hamilton Dempsey
Harry Hamilton Dempsey, britanski general, * 1895, † 1973.